# Antoni Capó Pascual
Antoni Capó Pascual fou un escultor mallorquí nascut a Marratxí el 1940.

## Biografia
El 1959 va ingressar a l'Escola Superior de Belles Arts de Sant Jordi a Barcelona, on es va llicenciar en Belles Arts.
El 1965 residia a Roma. Va visitar Florència, Pisa, Milà i Venècia.
El 1990 va ampliar coneixements a The Art Students League de Nova York i va ser finalista del Premio Penagos de Dibujo a Madrid.
El títol del catàleg de 2003 era "L'art abstracte ha d'estar arrelat a la realitat".
Tenia l'estudi a la Coma, a Bunyola.
Va ser professor de l'Escola d'Arts Aplicades i Oficis Artístics de Palma.
Va morir el 2009.

## Obra
Va decorar el restaurant de l'Hotel Arabella.
En matèria religiosa, va fer el Sant Crist que corona l'església de Palmanyola; la Mare de Déu del mateix temple i el pas del Crist de la Confraria de santa Mònica de Palma.

### Obres
Gimnasta II. Ferro corten, 112 x 97 cm.
Dona prenent el sol. Marbre de Carrara, 30 x 89 cm.
Tors de dona. Ferro corten, 225 x 460 cm.
Tors invertit. Bronze, 47 x 29 cm.
Coloms a l'espai. Bronze, 58 x 60 cm.
Gimnasta III. Bronze, 48 x 40 cm.
Figures en moviment. Resina de bronze, 64 x 47 cm.
Dona rentant. Pedra calcària, 64 x 34 cm.
Gimnasta II. Bronze, 49 x 47 cm.
Gimnasta I. Bronze, 78 x 117 cm.
Abstracció. Bronze, 41 x 40 cm.
Golfista. bronze, 41 x 40 cm.

## Exposicions
Galeries Bennàssar. Pollença, 1988.
Cercle de Belles Arts. Palma, 1990.
Cercle de Belles Arts. Palma, 1993.
Galeria Cunium. Inca, 1996.
Galeria Art. Alaior, 2001.
Fundació Matthias Kühn. Palma, 2001.
Galeria Toranto. Barcelona, 2002.

## Mostres i simposis[calcitació]
- V Mostra d'Escultura Vila de Santa Maria. 2002.
- I Simposi Internacional d'Escultura. Poble espanyol de Palma, 2002.
- I Simposi Internacional d'Escultura de Menorca, 2003.
- Centro Cultural La Hacienda de Zapata, 2003.

## Articles i notícies
- Charlotte Miller. El Mundo/El Día de Baleares, 17-09-2000.
- https://www.ultimahora.es/noticias/local/2000/04/07/918453/la-agrupacion-de-penitentes-santo-cristo-de-la-agonia-estrenara-trono.html
- https://www.ultimahora.es/noticias/local/2000/04/10/917965/la-semana-santa-muy-viva.html
- http://hemeroteca.abc.es/nav/Navigate.exe/hemeroteca/madrid/abc/1990/12/28/042.html